# Jefferson County, Oregon
Jefferson County är ett administrativt område i delstaten Oregon, USA. År 2010 hade countyt 21 720 invånare. Den administrativa huvudorten (county seat) är Madras.

## Geografi
Enligt United States Census Bureau så har countyt en total area på 4 639 km². 4 612 km² av den arean är land och 27 km² är vatten.

### Angränsande countyn
- Wheeler County, Oregon - öst
- Crook County, Oregon - syd
- Deschutes County, Oregon - syd
- Linn County, Oregon - väst
- Marion County, Oregon - nordväst
- Wasco County, Oregon - nord